# スイス国鉄Ae610形電気機関車

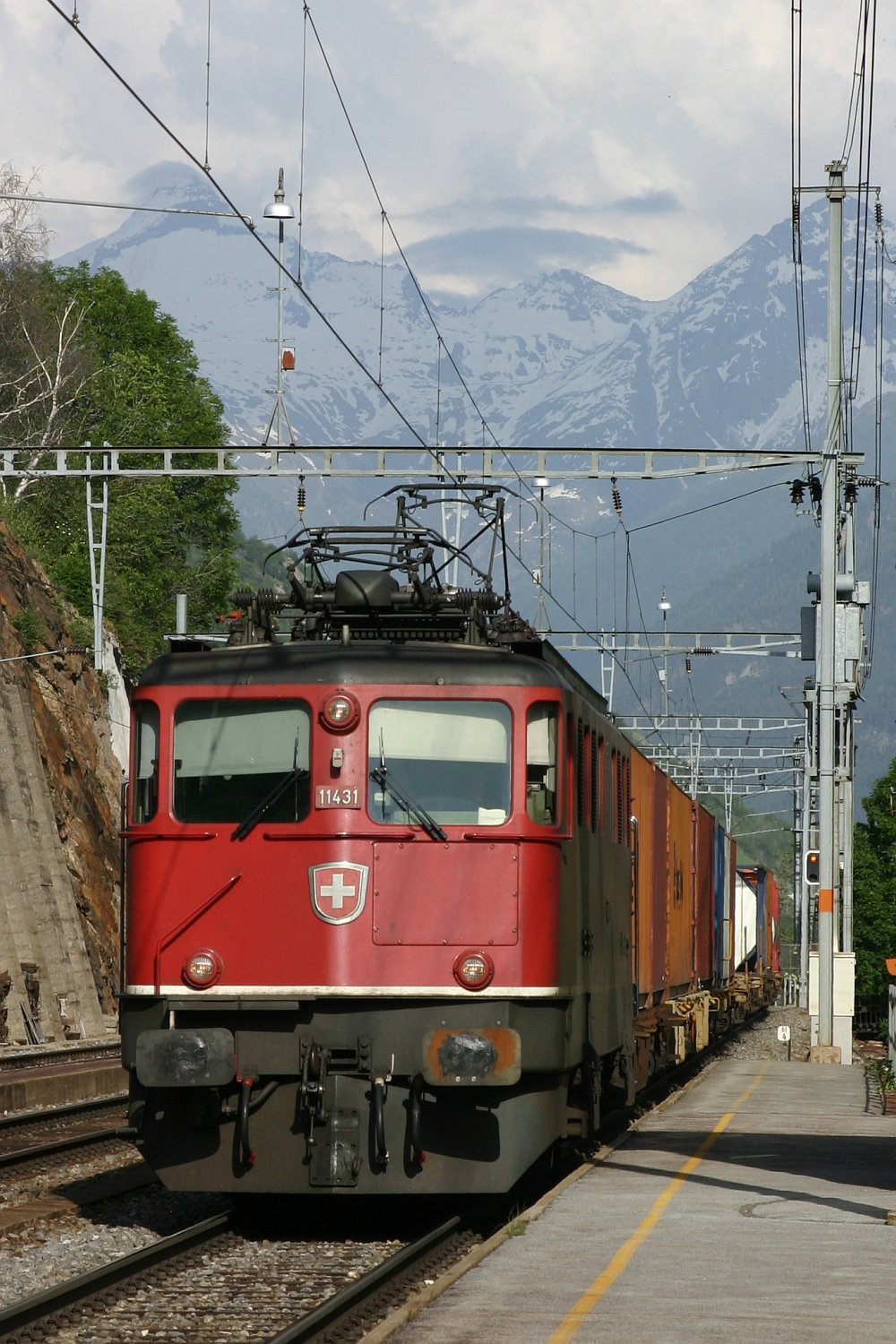
Ae6/6（Ae610）11431　後期形、赤塗装

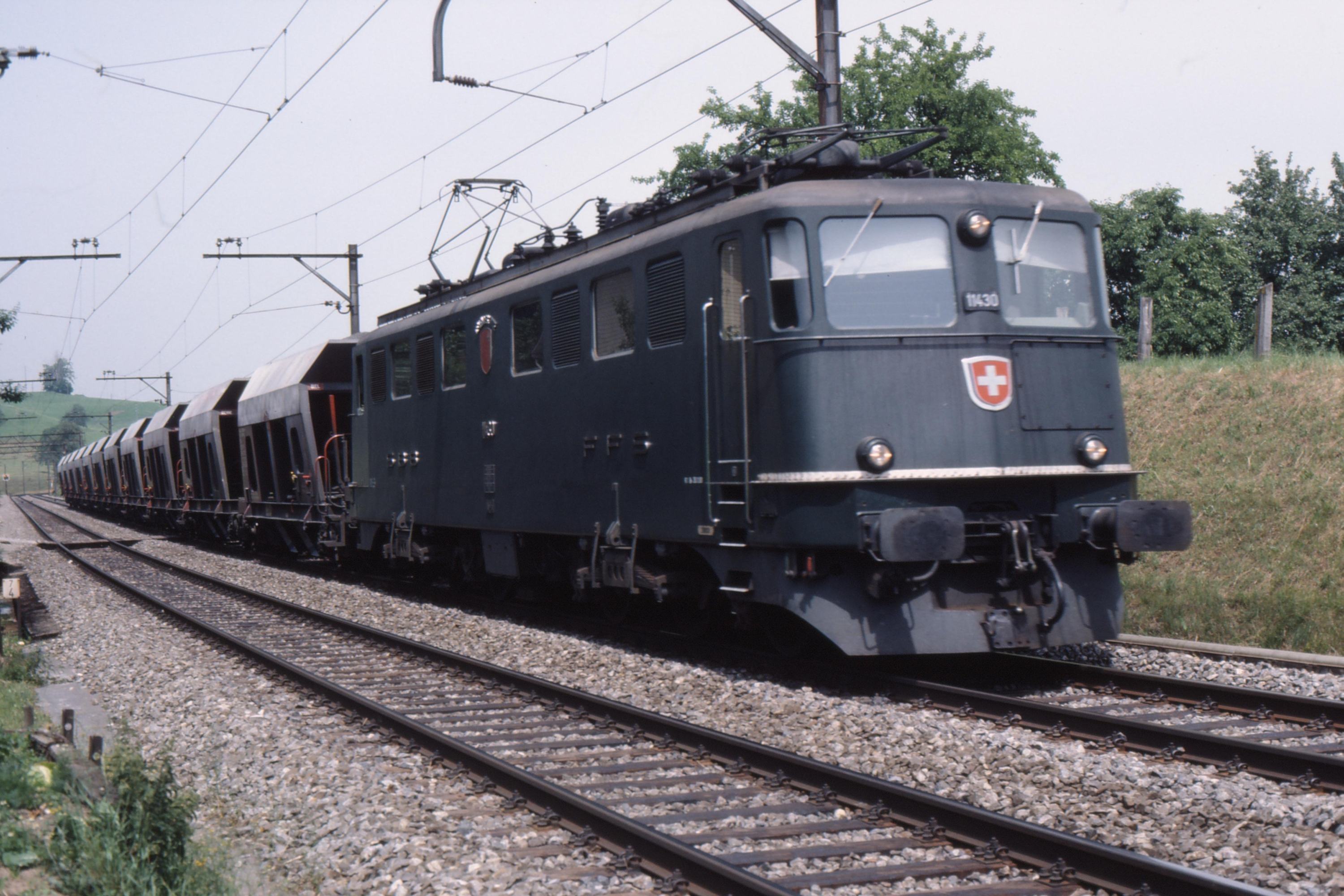
Ae6/6 11430(Ae610) 後期形、緑塗装、BLSで貨物列車を牽引

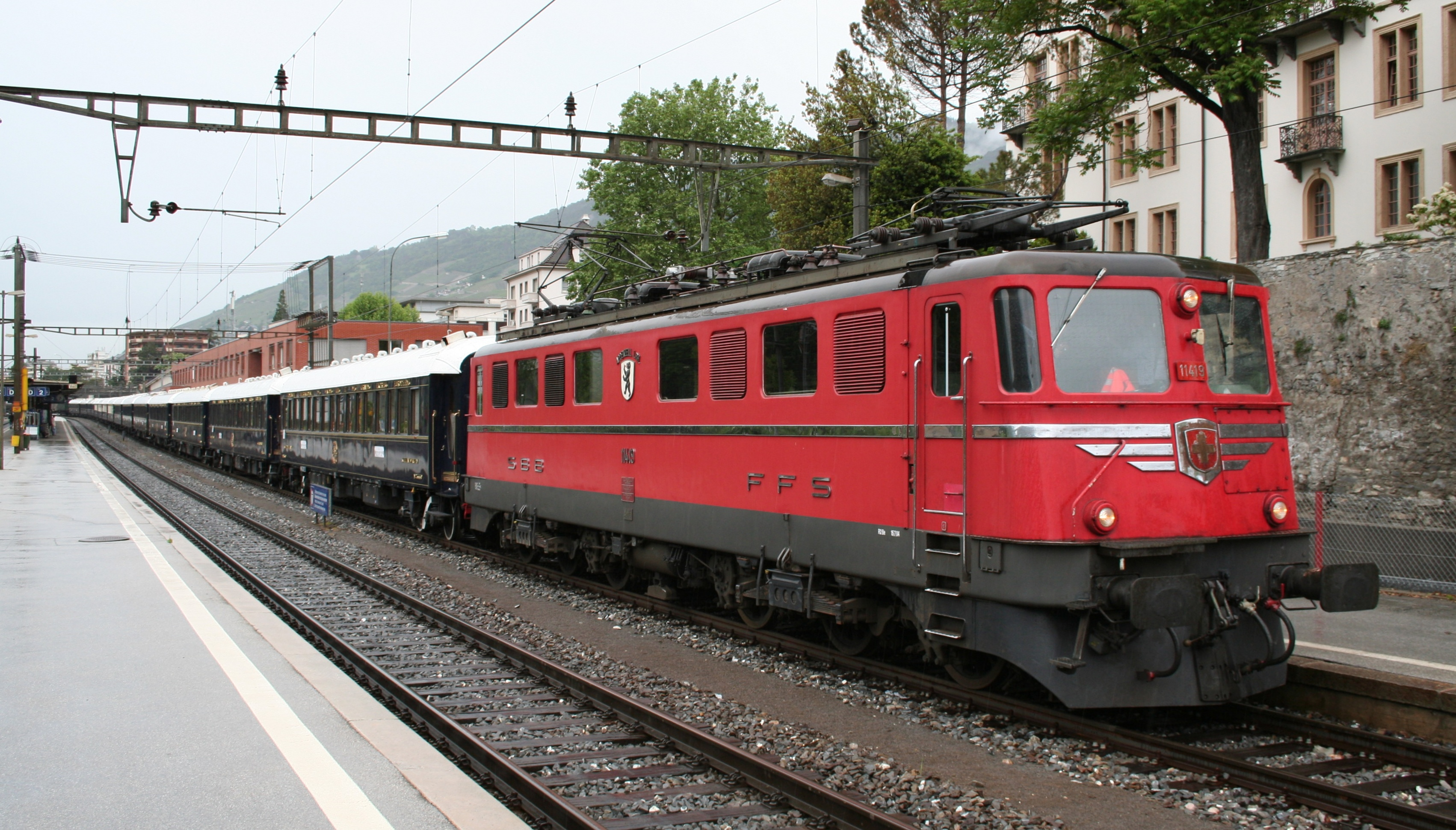
Ae6/6(Ae610) 前期形、赤塗装、オリエント急行を牽引

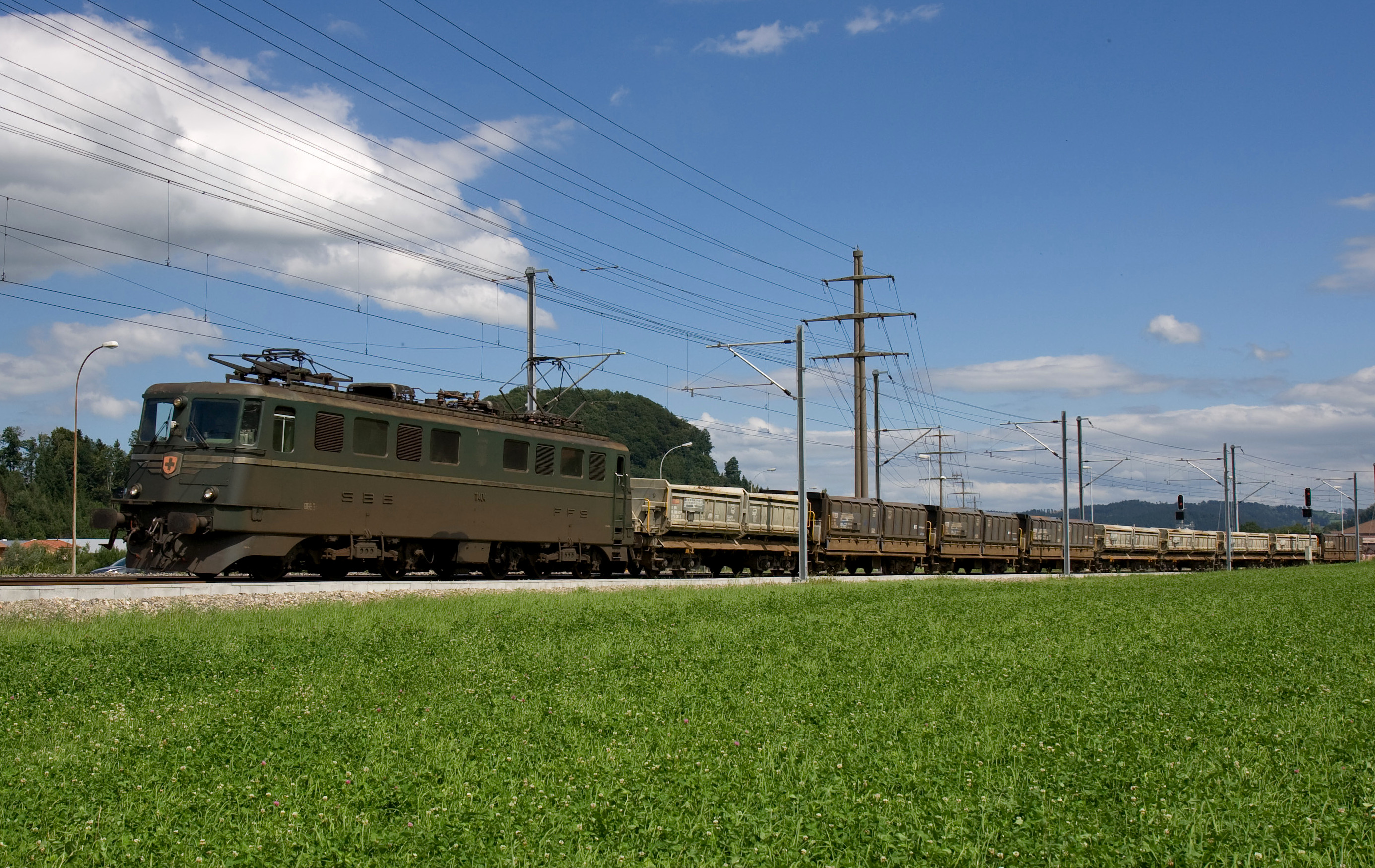
Ae6/6(Ae610) 前期形、緑塗装、貨物列車を牽引

スイス国鉄Ae610形電気機関車(スイスこくてつAe610がたでんきかんしゃ)は、スイスのスイス連邦鉄道（SBB: Schweizerische Bundesbahnen、スイス国鉄）の本線系統で使用される電気機関車である。

## 概要
ゴッタルド峠の下を通るゴッタルド鉄道トンネルを擁するスイス国鉄のアルプス越えルートの一つであるゴッタルドルートではロッド式のBe6/8II形、ブフリ式のAe4/7形およびSLMユニバーサルドライブ式のAe4/6形が主力として使用されていたが、勾配が27パーミルであるため、最も強力なAe4/6形でも単機での最大牽引重量は375tに制限され、それ以上では重連で牽引をするか重量列車専用ブフリ式もしくはSLMユニバーサルドライブ式のAe8/14形による750t牽引となっていた。このような状況のもとで製造された本機は、ゴッタルドルートで単機で600tの列車を75km/hで牽引可能な性能として、重連が必要な600-770tの列車を全体の5%に減らし、重連運用に伴う補機の単機回送を解消し、コスト削減と列車運行本数増を図ることができる山岳区間用の貨物列車および旅客列車用電気機関車で、当時世界でも最新鋭であったベルン・レッチュベルク・シンプロン鉄道のAe4/4形およびRe4/4I形に続く全軸駆動の軽量高出力の電気機関車であり、Co'Co'の車軸配置と高圧タップ切換制御により、最大392kNの牽引力と125km/hの最高速度を特徴とする強力機である。まず試作として1952年、1953年にの2両が、その後量産車が1955年から1965年にかけて118両が登場しており、現在では老朽化などにより一部が廃車となっているものの、UIC方式の新しい形式名であるAe610形となり機体の形式番号の変更が進められているほか、残存全機がSBBの貨物輸送部門であるSBBカーゴの所属となっている。車体、機械部分、台車の製造をSLMが、電機部分、主電動機の製造をBBCとMFOが担当しており、価格は1両1,625,000スイス・フランで、製造時にスイス国鉄が提示した性能要件は以下のとおりであった。
- 6軸の全軸駆動機とし、高速旅客列車と貨物列車のいずれの牽引も可能であること。
- 1時間定格出力1000×6=6000PS/74.5km/h、連続定格出力900×6=5400PS/78.5km/hの性能を持つこと。
- 機体重量は120t+/-2%とすること。
- ゴッタルドルートで600tの列車を75km/hで牽引できること。
- 21パーミルの勾配区間で750t、10パーミルの勾配区間で1450tの列車を牽引できること。
- 架線電圧15kV時に125km/hで78kNの牽引力を持つこと。
- 20パーミルの下り勾配で300tを牽引して連続して回生ブレーキだけ走行でき、5分間の短時間定格ではブレーキ力を20%増できること。
- 最高速度から回生ブレーキが使用できること。
- 力行時には15分間の短時間定格で出力を10%増できること。

また、各ロットの機番及び製造年は以下のとおり
- 11401-11402 - 1952-53年
- 11403-11414 - 1955-56年
- 11415-11426 - 1958年
- 11427-11450 - 1958-60年
- 11451-11474 - 1962-63年
- 11475-11500 - 1964-64年
- 11501-11520 - 1965-66年

各機体の機番と機体名（スイスのカントンおよび都市の名前）は以下の通り
| 機番  | 機体名              | 機番  | 機体名                | 機番  | 機体名          | 機番  | 機体名        | 機番  | 機体名            | 機番  | 機体名        |
| 11401 | Ticino              | 11421 | Grischun / Graubünden | 11441 | Appenzell       | 11461 | Locarno       | 11481 | La Chaux-de-Fonds | 11501 | Renens        |
| 11402 | Uri                 | 11422 | Vaud                  | 11442 | St. Gallen      | 11462 | Biasca        | 11482 | Dele'mont         | 11502 | Nyon          |
| 11403 | Schwyz              | 11423 | Valais / Wallis       | 11443 | Chur            | 11463 | Göschenen     | 11483 | Jura              | 11503 | Payerne       |
| 11404 | Luzern              | 11424 | Neuchâtel             | 11444 | Aarau           | 11464 | Erstfeld      | 11484 | Romont            | 11504 | Le Locle      |
| 11405 | Nidwalden           | 11425 | Genève                | 11445 | Frauenfeld      | 11465 | Oerlikon      | 11485 | Thun              | 11505 | Lyss          |
| 11406 | Obwalden            | 11426 | Stadt Zürich          | 11446 | Bellinzona      | 11466 | Sursee        | 11486 | Burgdorf          | 11506 | Grenchen      |
| 11407 | Aargau              | 11427 | Stadt Bern            | 11447 | Lausanne        | 11467 | Zofingen      | 11487 | Langenthal        | 11507 | Wildegg       |
| 11408 | Solothurn           | 11428 | Stadt Luzern          | 11448 | Sion            | 11468 | Lenzburg      | 11488 | Mendrisio         | 11508 | Wettingen     |
| 11409 | Baselland           | 11429 | Altdorf               | 11449 | Neuchâtel       | 11469 | Thalwil       | 11489 | Airolo            | 11509 | Gossau SG     |
| 11410 | Basel-Stadt         | 11430 | Gemeinde Schwyz       | 11450 | Ville de Genève | 11470 | Brugg         | 11490 | Rotkreuz          | 11510 | Rheinfelden   |
| 11411 | Zug                 | 11431 | Sarnen                | 11451 | Winterthur      | 11471 | Pratteln      | 11491 | Wohlen AG         | 11511 | Dietikon      |
| 11412 | Zürich              | 11432 | Stans                 | 11452 | Baden           | 11472 | Brig          | 11492 | ERSTFELD          | 11512 | Horgen        |
| 11413 | Schaffhausen        | 11433 | Glarus                | 11453 | Arth-Goldau     | 11473 | St-Maurice    | 11493 | Sissach           | 11513 | Wallisellen   |
| 11414 | Bern / Berne        | 11434 | Stadt Zug             | 11454 | Yverdon         | 11474 | Vevey         | 11494 | Schlieren         | 11514 | Weinfelden    |
| 11415 | Thurgau             | 11435 | Fribourg              | 11455 | Biel / Bienne   | 11475 | Vallorbe      | 11495 | Bülach            | 11515 | Kreuzlingen   |
| 11416 | Glarus              | 11436 | Stadt Solothurn       | 11456 | Olten           | 11476 | Les Verrières | 11496 | Stadt Wil         | 11516 | Baar          |
| 11417 | Fribourg / Freiburg | 11437 | Stadt Basel           | 11457 | Romanshorn      | 11477 | Martigny      | 11497 | St. Margrethen    | 11517 | Brunnen       |
| 11418 | St. Gallen          | 11438 | Liestal               | 11458 | Rorschach       | 11478 | Sierre        | 11498 | Buchs SG          | 11518 | Flüelen       |
| 11419 | Appenzell I. RH.    | 11439 | Schaffhausen          | 11459 | Chiasso         | 11479 | Visp          | 11499 | Sargans           | 11519 | Giubiasco     |
| 11420 | Appenzell A. RH.    | 11440 | Herisau               | 11460 | Lugano          | 11480 | Montreux      | 11500 | Landquart         | 11520 | Langnau i. E. |

## 仕様

### 車体
- 車体は正面は2枚窓＋正面は2枚窓＋車体隅部の小窓の組合せで窓下部左右と前面窓間に小型の丸型前照灯を計3箇所設置、側面は平滑で窓が8箇所設けられ、4箇所が明取窓でうち3箇所が内開窓で1箇所は固定窓、4箇所がルーバーとなっている。なお、初期の機体は車体隅部の窓が平面ガラスであることと、前面窓間の前照灯の下に標識灯が設置されているなどの差異があるが、後の改造により形態は様々となっている。また、前面形状は後のRe420形や本機の後継のRe620形に引継がれ、スイス国鉄の標準的なデザインとなっている。連結器はねじ式連結器で角型の緩衝器（バッファ）が左右、フック・リングが中央にある。
- 屋根は両端にパンタグラフ、中央部には抵抗器や開閉器が設置されている。なお、屋根はパンタグラフ・屋根上機器部分の取外しが可能な構造となっている。
- 台枠は鋼材を箱型に組んで構成されており、台車もその中にはまり込む形で装備され、両端部にはスカートが取付けられている。機器室はZ形に通路が配置され、中央を低床として変圧器とタップ切換装置、変圧器冷却油用オイルポンブを搭載し、台車上部を側面窓下辺の高さの高床として主電動機冷却用送風機、主変圧器冷却用油冷却器などを設置している。
- 運転室は奥行1880mmで反運転席側にのみ乗務員室扉がある構造で、ドイツで一般的な円形のハンドル式のマスターコントローラーが設置されている。運転席横および乗務員室扉の窓は下落し式、試作機である11401、11402号機の2両のみ乗務員室扉が左右両方に設置されている。
- 塗装
  - 試作車及び11426号機までの初期量産車は車体塗装は濃緑色をベースとして、正面中央のクロームの台座上にスイス国鉄のエンブレムが設置され、そこから機体全周に同じくクロームの帯が回され、正面中央のエンブレムの脇には片側2本ずつのヒゲが付けられている。側面は中央帯上には機体名のエンブレムと切抜文字が、帯下部に機番の切抜文字が設置され、その左側には「SBB」の、右側には「CFF」もしくは「FFS」の切抜文字が設置されている。なお、正面下部のステップ部に白帯が入るが、機体や時期により無いものもあり、また、屋根上機器、床下機器と台車はダークグレーである。
  - 11427号機以降の量産機は正面および側面のクロームの装飾が省略されてシンプルな外観となった。
  - 各機体の中にはそれぞれの機体名のもととなった地で命名式が行われたものもある。
  - 80年代から順次赤系の車体となり、赤をベースに車体裾部をダークグレーとした塗装に変更されているが、クローム装飾無しの機体は赤とダークグレーの境界に白帯が入るが、装飾つきの機体には白帯は入らない。なお、塗装変更のペースは遅く、後にSBBカーゴ塗装となるまで緑色のままの機体が存在した。
  - SBBカーゴの塗装は、スイス国鉄時代の赤色塗装をベースに、赤色部裾の白帯がなくなるとともに側面機械室部分が青となり、「Cargo」のレタリングが大きく入り、その横にSBBカーゴのロゴが入れられている。なお、側面中央にあった機体名とエンブレムは運転室窓の後方に移され、正面のスイス国鉄のエンブレムの下には大きく機番が入っている。切抜文字類は移設された機体名のもの以外は撤去されている。

### 走行機器
- 主電動機は連続定格出力662kW、1時間定格出力736kWのBBC製もしくはMFO製の交流整流子電動機 を6台搭載し、1時間定格牽引力216kN、最大牽引力392kNの性能を発揮する。冷却は台車毎に2台ずつ設けられたファンによる強制通風式で、冷却風は車体側面のルーバーから吸気口から吸入され、主変圧器用油冷却器を経由して主電動機へ導かれる。
- 台車は軸距2150mm、車輪径1260mmの鋼板溶接組立式台車で、設計時には軸配置をBo'Bo'Boとすることも検討されたが、経済性と軽量化を考慮してCo'Co'としたものである。前後の台車をリンクで接続し、曲線区間での台車変位を均等なものにしレールとの横圧を減らす方式としているほか、試作機は台車の中央の軸に2×6mmの横動量が設けられていたが走行試験の結果レールやフランジの磨耗が激しかったため、量産機からは両端の軸に2×10mm、中央の軸に2×6mmの横動量と薄いフランジのもの改良された。なお、このため試作機のみ最高速度が100km/hに制限されていた。
- 軸箱支持方式は円筒案内式、軸ばねはコイルばねとしているほか、牽引力伝達は前後それぞれの動輪と中間動輪の間の台車枠の下を通る2本の車体支持梁の横長のピン受穴と台車枠横梁に固定されたセンターピン間で伝達され、枕ばねは重ね板ばねとして車体支持高さを低いものとしているほか、横長のセンターピン受穴と重ね板ばね上面の円弧状のガイドに沿って台車が回転する仕組みとなっている。
- 主電動機は台車枠の動輪直上（中間動輪）もしくは直上わずかに台車中央寄り（前後動輪）に装荷されてクイル式の一種であるBBC製のスプリングドライブ式の駆動装置で動輪に伝達される方式となっている。

### 電気機器
- 制御方式は高圧タップ切換制御で、切換段数はそれぞれ力行28段、回生ブレーキ11段、主電動機は6台永久並列接続である。
- 主変圧器は油冷式のラジアル積層コアトランスで入力15kV、出力は走行用はタップ切換により50-500V、列車暖房用800/1000V、補機駆動用220Vで容量は走行用が4500kVA、列車暖房用520kVA、補機駆動用80kVAである。
- 電気ブレーキ装置はタップ切換装置による回生ブレーキで、No1主電動機でNo2-6主電動機の界磁を励磁する方式であるほか、空気ブレーキ、手ブレーキを装備し、基礎ブレーキ装置は両抱き式である。
- そのほか、パンタグラフは菱形を2台搭載、主開閉器は空気遮断器、補機類は電動空気圧縮機1台、主電動機送風機4台、オイルポンプ1台、電動発電機1台などを搭載している。

### 主要諸元
- 軌間：1435mm
- 電気方式：AC15kV 16.7Hz 架空線式
- 最大寸法：全長18600mm、全幅2950mm、全高4500mm（パンタグラフ折畳時）、屋根高3760mm
- 軸配置：Co'Co'
- 軸距：2150mm×2
- 台車中心間距離：8700mm
- 自重：122t（試作機のみ124t）
- 走行装置
  - 主制御装置：高圧タップ切換制御
  - 主電動機：交流整流子電動機×6台（連続定格出力：662kW[6]、1時間定格出力：736kW[7]）
- 牽引力
  - 牽引力：176kN（連続定格出力、78.5km/h）、216kN（1時間定格出力、74km/h）、392kN（最大出力）
  - 牽引トン数：650t（27パーミル、75km/h）
- 最高速度：125km/h（後に120km/h、試作機は100km/h）
- ブレーキ装置：回生ブレーキ、空気ブレーキ、手ブレーキ

### 改造
- 正面右側のバッファの横と上にステップを設置し、前面に手すりを設置する改造がなされ、全機完了している。
- 運転室の改良工事が1990年代に実施され、座席や暖房の改良、ハンドルの交換などがなされている。

## 運行

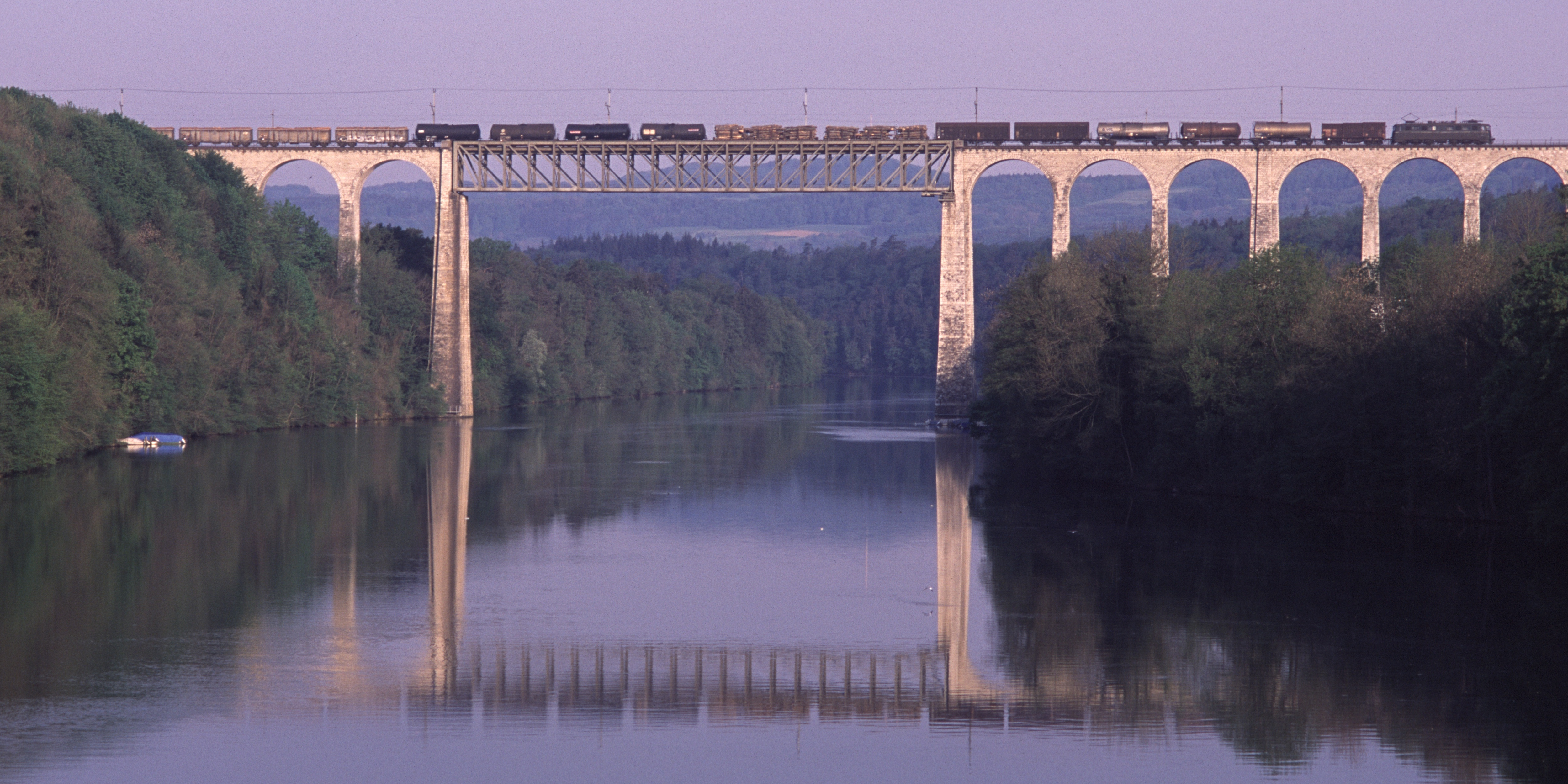
ライン川を渡るAe610牽引の貨物列車

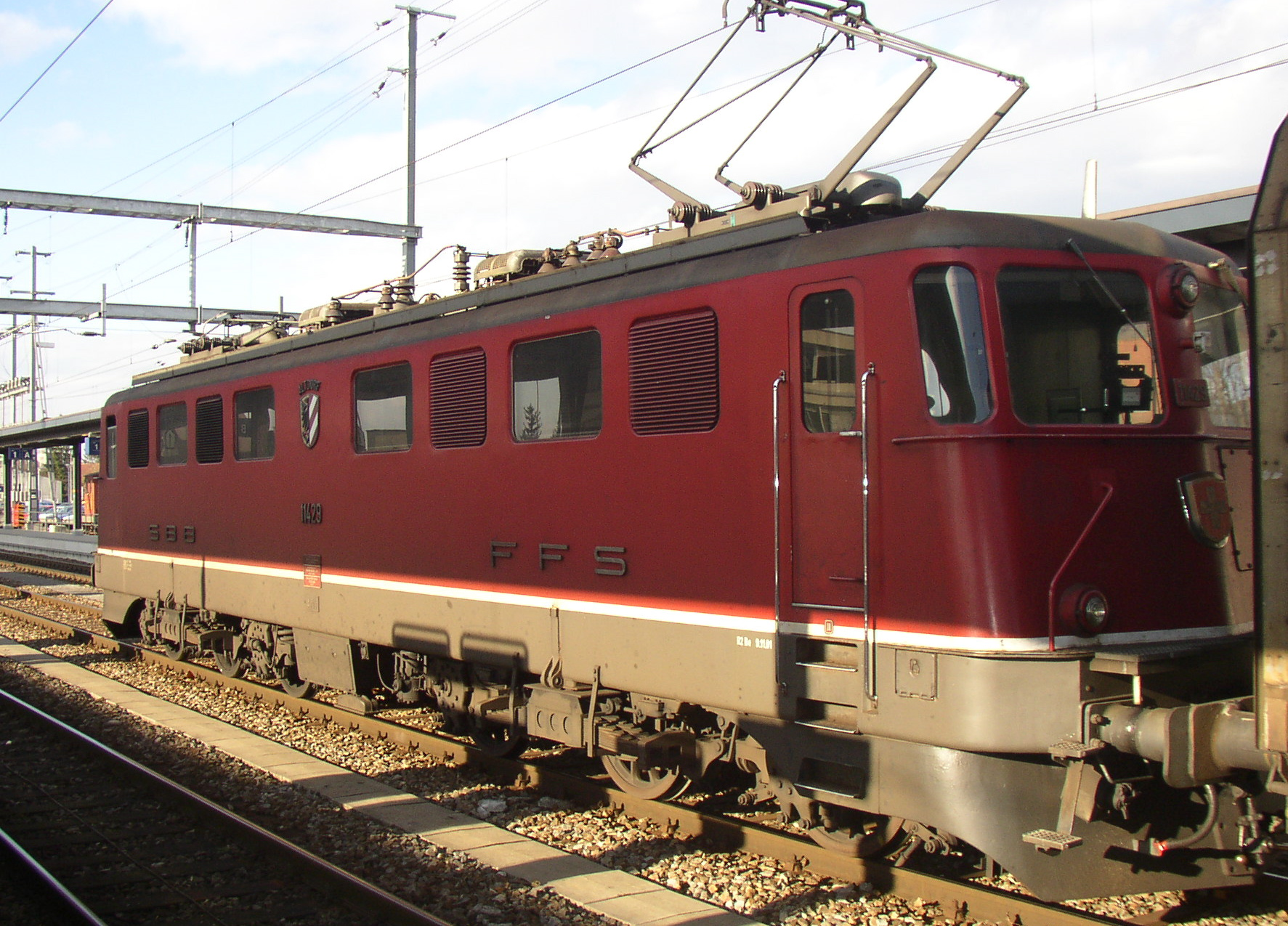
Ae6/6(Ae610) 後期形、動態保存機 茶塗装

- 1960年代まではゴッタルドルートやシンプロンルート（シンプロントンネル）を越える貨物列車、旅客列車に使用され、26パーミル区間の600t列車を単機で牽引している。なお、試作機はこの時期すでに平坦線へ転用されていた。
- 1969年にはドイツとスイスで実施された高速走行試験に枕ばね部を改造した11414号機が使用され、200km/hを記録した。
- 1970年代になると1971年製のRe4/4III形や本機の後継である1975年製のRe6/6形の登場により徐々に平坦線へ転用されたが、最高速度が125km/hと遅いため貨物列車に使用されることが多かった。
- 1999年には全機がSBBカーゴ所属となり、平坦線で貨物列車の牽引に使用されることとなった。
- Co'Co'の軸配置のため軌道への影響が大きいことと重連総括制御機能がないことなどから2002年以降徐々に廃車が進んである。

## 参考資料
- 加山　昭 『スイス電機のクラシック 11』 「鉄道ファン (1988-3)」
- E. Meyer 『Die Locomotive Ae 6/6 für die Gotthardstrecke der Schweizerischen Bundesbahnen』 「Schweizerische Bauzeitung （71.Jahrgang Nr.6/Nr.7 )」
- Claude Jeanmaire-dit-Quartier 「Die Lokomotiven der Schweizerischen Bundesbahnen (SBB)」（Verlag Eisenbahn） ISBN 3 85649 036 1
- 「SBB Lokomotiven und Triebwagen」 （Stiftung Historisches Erbe der SBB）
- Hans-Bernhard Schönborn 「Schweizer Triebfahrzeuge」 （GeraMond） ISBN 3-7654-7176-3